# NO MORE 电影小偷

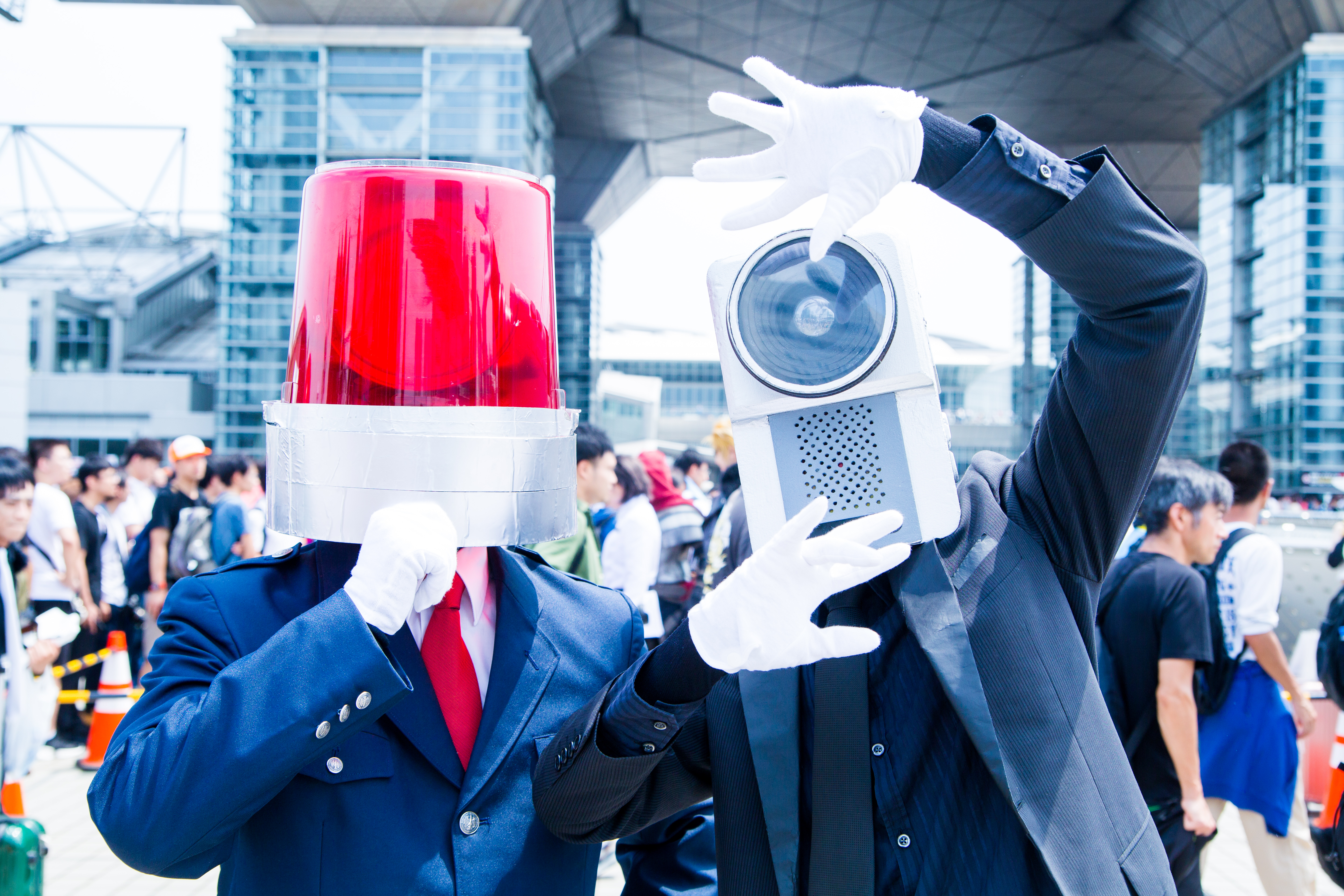
Comic Market（C94）上cosplay警灯男与相机男。

NO MORE 电影小偷（日语：／）是日本全国的电影院在电影正片播出之前放映的礼仪宣传广告，由「去电影院吧！」实行委員会（「映画館に行こう!」実行委員会）制作，作为「防止电影盗录宣传活动」（映画盗撮防止キャンペーン）的启发广告于2007年6月30日（即8月30日电影盗录防止法施行的2个月前）开始放映，当时只计划播出至2015年。耶雲哉治导演。
广告为「相机男」偷拍电影后被逮捕的默剧，并由旁白告知「在电影院内拍摄电影或录音是犯罪行为」。2010年3月因应下载违法化推出第2版，2012年11月因应「违法下载入刑」推出第3版，2014年10月推出第4版，包括登场角色的服装等均有更新。

## 登場人物
|                             | 在电影院内拍摄电影或录音是犯罪行为。依照法律，可处10年以下有期徒刑和/或1000万日元以下罚金。 |
| ——《NO MORE 电影小偷》第4版 |                                                                                             |

相机男
头部为摄影机的西装男。外套为黑色，有2粒纽扣。佩戴黑色细领带及白色手套。
尝试盗录上映中的电影，但最后被警灯男逮捕。第3版中还用电脑违法下载，同样被抓。
第4版更换新服装。黑外套及白衬衫变为海军蓝，胸口装饰胸袋巾，显得更加时尚。
警灯男
第2版起登場。头部为红色警灯，穿着4粒纽扣、4个口袋的夹克。佩戴红色领带及白色手套。
为取缔电影盗录而巡逻，抓获相机男。
第4版更换新服装。左右袖子上装饰有不同式样的“SECURITY”纹章，其他地方也有小装饰增加。
女性（Tiara）
只在第2版登場。发现盗录电影的相机男后惊讶地盯着他。自己亦有进行违法下载而被警灯男提醒。
爆米花男
第4版登場。头部为爆米花，在手中抓着爆米花看电影时遇到相机男。激动起来头部的爆米花就会喷出。
纸杯男
第4版登場。头部为插有吸管的纸杯，与爆米花男看起来是朋友，一起看电影。
因用平板电脑违法下载，被警灯男抓获。

## 现实影响
广告上映后，相机男陆续收到综艺节目出演邀请及商业合作、商品化的机会，惟他认为自己的角色是电影业界眼中恶之象征，「不想让其显得轻佻」，故最初全部没有接受。而2013年1月28日，饰演相机男的舞者O-ki（藤島巨樹）参加《森田一義時間 笑一笑又何妨！》（富士电视台系列），首次在电视上披露真容及戴上相机头饰，再现广告中的舞蹈。此后，O-ki开始以「饰演相机男的人」身份出演媒体节目。
2014年，相机男及逮捕他的「警灯男」的可動人偶发售，电影小偷开始商品化。同年7月1日，相机男设立Twitter账户，写道「为弥补至今为止添的麻烦、助力电影业界发展，今天我开始在监狱中发推」；2015年2月27日，警灯男也设立Twitter账户，称「听说相机男最近很高调，我也开始玩Twitter、监视他」。
广告推出后，陆续与《鲁邦三世》、《名侦探柯南》、Softbank、《电影刀剑乱舞》等合作推出特殊版本，及成为警视厅、《銀魂》等的戏仿与恶搞对象。

## 相关事件
动画推出音像制品时有时会封入一段上映胶卷作为特典，而动画电影《劇場版 Macross F 戀離飛翼》2011年10月发售后，Twitter上陆续有BD买家报告称收到的不是动画胶片，而是《NO MORE 电影小偷》的胶片。获得这些胶片最初被视为「不走运」，但因为受互联网热议，价值亦随之上升，一段胶片更在网上拍卖拍出9610日元，和正片映有人气角色的胶片价格一个级别。电影导演樋口真嗣评论称由于胶片上《NO MORE 电影小偷》的部分和电影正片连在一起，证明附送的特典是真的上映用胶片。

## 脚注

### 引用
1. ↑   . FRIDAY (講談社). 2011-03, 28 (12): pp.40.
2. ↑  . CINRA.NET. 2013-12-09  [2014-03-10]. （原始内容存档于2014-03-10）.
3. 1 2   （页面存档备份，存于）-（2012年12月19日）
4. ↑  FB 2015，第24頁.
5. ↑  FB 2015，第27頁.
6. ↑  FB 2015，第63頁.
7. ↑  FB 2015，第28頁.
8. ↑  FB 2015，第29頁.
9. ↑  FB 2015，第62頁.
10. ↑  FB 2015，第73頁.
11. ↑  .  (). 2013-01-28  [2013-01-29]. （原始内容存档于2013-01-30）.
12. ↑   （页面存档备份，存于）-（2014年2月6日）
13. ↑  .  (). 2014-07-01  [2014-07-04]. （原始内容存档于2014-07-07）.
14. ↑  . 映画.com. 2015-02-27  [2018-12-05]. （原始内容存档于2018-12-05）.
15. ↑  . . 2014-08-01  [2014-08-01]. （原始内容存档于2014-08-02）.
16. ↑  中山雄一朗. . . 2015-03-20  [2019-08-07]. （原始内容存档于2015-09-24）.
17. ↑  . 映画.com. 2018-10-20  [2018-10-21]. （原始内容存档于2018-10-21）.
18. ↑  . . 2019-01-09  [2019-01-31]. （原始内容存档于2019-01-31）.
19. ↑  . . 2019-01-09  [2019-01-31]. （原始内容存档于2019-01-31）.
20. ↑  . .   [2019-09-30]. （原始内容存档于2014-03-13）.
21. ↑  . . 2019-08-31  [2019-03-26]. （原始内容存档于2019-03-27）.
22. ↑   （页面存档备份，存于）（impress、2011年10月21日）
23. 1 2   （页面存档备份，存于）（impress、2011年10月27日）
24. ↑  . www.isd.gov.hk.   [2019-09-30]. （原始内容存档于2018-10-25）.